# Dipturus garricki
Dipturus garricki és una espècie de peix de la família dels raids i de l'ordre dels raïformes.

## Morfologia
- Els mascles poden assolir 100 cm de longitud total.[3][4]

## Reproducció
És ovípar i els ous tenen com a banyes a la closca.

## Hàbitat
És un peix marí i d'aigües profundes que viu entre 275–476 m de fondària.

## Distribució geogràfica
Es troba a l'oceà Atlàntic occidental central: des del nord del Golf de Mèxic fins a Nicaragua.

## Observacions
És inofensiu per als humans.